# Carl Erik Häggart
Carl Erik Häggart, född 1 april 1880 i Stockholm, död där 24 mars 1940, var en svensk farmaceut och företagare.
Carl Erik Häggart var son till Augusta Wilhelmina Nyman. Efter mogenhetsexamen i Stockholm 1899 avlade han farmacie kandidatexamen 1903, reste samma år utomlands och tjänstgjorde vid olika apotek i Frankrike och Schweiz. Häggart återvände därefter till Sverige där han arbetade på Apoteket Lejonet, Stockholm till 1904, då han på grund av sjukdom valde att bosätta sig i ett varmare klimat. Efter en tid i Algeriet var han farmaceut i Frankrike och Schweiz till 1914 anställdes vid läkemedelsfabriken Astra i Södertälje, där han 1922–1930. 1930 gick han över till Pharmacia, där han var VD fram till sin död. Häggart anlitades som expert för utredande av frågor rörande försvarsväsendets läkemedelsförsörjning. Häggart var även kommunalt intresserad. 1923–1930 var han ledamot av Södertälje stadsfullmäktige, 1925–1930 ordförande i Södertälje stads tekniska verk och 1927–1930 ordförande i Södertälje stads tekniska verk och 1927–1930 inspektor för stadens tekniska yrkes- och lärlingsskolor.